# نصر أبو مصطفى (عزبة)
عزبة أبو مصطفى قرية تابعة لمركز السادات في محافظة المنوفية في جمهورية مصر العربية.